# Tipula (Lunatipula) tyche
Tipula (Lunatipula) tyche is een tweevleugelige uit de familie langpootmuggen (Tipulidae). De soort komt voor in het Palearctisch gebied.